# Tipula (Lunatipula) zimini semiopaca
Tipula (Lunatipula) zimini semiopaca is een ondersoort van de tweevleugelige Tipula (Lunatipula) zimini uit de familie langpootmuggen (Tipulidae). De ondersoort komt voor in het Palearctisch gebied.